# Placca a compressione dinamica
In ortopedia, la placca a compressione dinamica, DCP (dinamic compression plate), è una placca ortopedica, metallica, utilizzata per il fissaggio delle ossa, tipicamente per la osteosintesi delle fratture. Come indica la denominazione è progettata per esercitare una pressione dinamica tra i frammenti ossei che devono essere fissati. La compressione dinamica è ottenuta attraverso uno specifico dispositivo di tensione applicato alla placca o utilizzando una speciale placca a tensione insita.

## Placca a compressione dinamico a contatto limitato
Le LC DCP, (low contact DCP), placca a compressione dinamica a contatto limitato, è una tipologia di placca che minimizza il contatto tra la placca e l'osso, così si avrà maggiore vascolarità del segmento osseo interessato e diminuisce le probabilità di un'osteoporosi temporanea sotto la placca, inoltre consente la formazione del callo periostale nel focolaio di frattura.